# Glyphodes prothymalis
Glyphodes prothymalis is een vlinder uit de familie van de grasmotten (Crambidae), uit de onderfamilie van de Spilomelinae. De wetenschappelijke naam van deze soort is voor het eerst voorgesteld door Charles Swinhoe in een publicatie uit 1892.
De soort komt voor in India (Meghalaya).